# Valle de las Navas
Valle de las Navas – gmina w Hiszpanii, w prowincji Burgos, w Kastylii i León, o powierzchni 111,83 km². W 2011 roku gmina liczyła 588 mieszkańców.